# Victor von Falk
Victor von Falk (pravo ime Heinrich Sochaczewski), nemški pisatelj, * 21. februar 1861, Vroclav, † 1926, Dunaj.
Znan je bil kot pisec kolportažnih romanov, ki jih je objavljal pod psevdonimom.

## Življenje
Rodil se je v židovski družini, preživljal se je kot urednik časopisa Feuilleton. Leta 1886 se je preselil v Berlin, 1888 ustanovil tiskarno in založbo, 1894 pa prodal njeno opremo založbi kolportažnih romanov Weichert. 1899 se je preselil na Dunaj, organiziral skupino piscev, spretnih v stenografiji, ki so mu pomagali producirati kolportažne romane. Izdajal jih je tudi pod psevdonimi Heinrich Buttner, Heinz Blitz, Maximilian Gorrik, Hans Heinrich Schefsky. 1911 je zapustil židovsko vero in se preimenoval v Harryja Scheffa. Njegov sin Otto Schef je bil olimpijski plavalec, drugi sin Werner Schaf pa pisec pustolovskih romanov.

## Kolportažni romani
- Der Scharfrichter von Berlin: Sensations-Roman nach Acten, Aufzeichnungen und Mittheilungen des Scharfrichters [Rabelj iz Berlina] (1890); več izdaj v skupni nakladi 250.000 izvodov
- Die Todtenfelder von Sibirien oder Das Geheimnis des russischen Kaiserschlosses. Sensationsroman, mitgetheilt nach wahren Angaben und Schilderungen eines vornehmen Russen, der 20 Jahre in sibirischer Gefangenschaft geschmachtet hat (1890/91); ta grozljivi roman o usodi ruskega nihilista Mihaila Bakunina je predelal in leta 1916 izdal pod naslovom Sonja
- Die Geheimnisse von Berlin oder in den Höhlen des Elends. Nach alten Berliner Akten und aufgefundenen Briefen bearbeitet (1891), Der Seelenverkäufer von Amsterdam oder verkaufte deutsche Mädchen. Sensations-Roman (1891/92)
- Oceana, die schöne Kunstreiterin oder Vom Seiltänzer zum Circus-König (1892)
- Räuberhauptmann Heinrich Oswald Lauermann genannt: Der Teufels-Aktuar oder Das steinerne Kreuz zu Spremberg: Wahre Begebenheiten - unter Benützung der Spremberger Chronik nacherzählt (1895)
- Auf ewig getrennt? Oder Kapitän Dreyfus und seiner Gattin ergreifende Erlebnisse, Schicksale und fürchterliche Verbannung. Sensations-Roman (1898)
- Zola und Picquart. Die Kämpfer für Wahrheit und Recht und Das Geheimnis der verschleierten Dame oder Das Ende des entsetzlichen Schicksals des Kapitän Dreifuss. Sensations-Roman (1898/99)
- Der Dunkelgraf oder das ergreifende Schicksal der Tochter Marie Antoinettes, Frankreichs unglückliche Königin. Roman aus dem Leben (1899)
- Terese Krones die schöne Volkssängerin von Wien oder Die unglückliche Braut des berüchtigten Räubers Grafen Jaroschinsky. Historischer Sensations-Roman nach wahren Thatsachen, Berichten von Augenzeugen und vorhandenen Kriminalakten (1901/02)
- Giuseppe Musolino der kühnste und verwegenste Räuberhauptmann der Gegenwart (1901/02)
- Unterm Richtbeil vermählt oder Unschuldig verurteilt. Sensationsroman aus unserer Zeit (1902/03)
- Wilhelm Reindei der Scharfrichter von Magdeburg und die Opfer des Schaffots. Zeitroman nach Aufzeichnungen und Mitteilungen des Scharfrichters Wilhelm Reindel (1903/04)
- Königin Draga, das Verhängnis von Serbien oder Der Königsmord in Belgrad. Sensations-Roman aus der Gegenwart nach Mitteilungen eines Eingeweihten (1903/04)
- Johann Taddäus Klimschok der verwegenste Räuberhauptmann Deutschlands und Oesterreichs genannt Der Pole mit dem Feuerblick. Roman (1904/05)
- Feodora, die unglückliche Großfürstin von Rußland, von Kosaken zu Tode gepeitscht oder die furchtbaren Blutopfer des japanischen Krieges (1905)
- Räuberhauptmann Wenzel Kummer Der Schrecken des Böhmerwaldes oder Lebendigtot in den schaurigen Kasematten der Festung Spielberg zu Brunn, des furchtbarsten Kerkers aller Zeiten. Volksroman nach Berichten, Dokumenten und den neuesten Forschungen (1905/06)
- Räuberhauptmann Johann Christoph Messerschmidt genannt die Geissel des Rheinlandes: Sein Leben, seine Taten und seine Abenteuer. Nach den Aufzeichnungen eines Zeitgenossen erzählt (1907)
- Räuberhauptmann Josef Bojanowsky genannt »Der Fuchs« oder Die Rache der Brigantenbraut (1906/07)
- Das Findelkind oder Ohne Heimat und Mutterherz. Roman nach dem Leben (1908/09)
- Julietta, die Tochter Giuseppe Musolinos oder Ein weiblicher Räuberhauptmann. Sensationsroman (1909)
- Die verlassene Frau. Der Roman eines armen Mädchenherzens (1909/10)
- Wachtmeisters Töchterlein. Der Roman eines verwaisten Mädchens (1910)
- Räuberhauptmann Stanislaus Jaroschinski genannt der schwarze Kavalier (1911)
- Vertrieben am Hochtzeitsabend! Der Roman eines Mädchens aus gutem Hause (1913)
- Sonja oder Um der Liebe willen unschuldig verbannt. Großer Sensationsroman. Bearbeitet nach Mitteilungen und Angaben eines vornehmen Russen der zwanzig Jahre in Sibirien geschmachtet hat (1916)

V slovenščini sta roman Giuseppo Musolino ali Krvno maščevanje (1909) in Hči papeža: roman Lukrecije Borgie (1922).